# Pace di Zurigo
La pace di Zurigo (detta anche trattato di Zurigo) è il trattato, stipulato il 10 novembre 1859 tra Impero austriaco, Impero francese e Regno di Sardegna, che ratificò l'armistizio di Villafranca, firmato dalle tre potenze l'11 e il 12 luglio 1859.
Formalmente, la pace di Zurigo è il trattato che concluse la Seconda guerra d'indipendenza italiana. L'Austria cedeva la Lombardia alla Francia, che l'avrebbe assegnata al Regno di Sardegna, mentre conservava il Veneto e le città di Mantova e Peschiera, capisaldi del "Quadrilatero". I sovrani di Modena, Parma e Toscana avrebbero dovuto essere reintegrati nei loro Stati, così come la Legazione delle Romagne, comprendente la Romagna, Bologna e Ferrara, avrebbe dovuto essere restituita alla Santa Sede. Tutti gli stati italiani, incluso il Veneto austriaco, avrebbero dovuto unirsi in una confederazione italiana, presieduta dal papa.

## Premesse
L'8 agosto a Zurigo si apre la Conferenza di pace, dove l'Austria non voleva nemmeno la presenza dei "plenipotenziari" piemontesi.
La Francia era rappresentata dal conte Bourqueney e dal marchese di Banneville, l'Austria dal Barone di Meysembug e dal conte Karoly, il Regno di Sardegna dal cavaliere Luigi Des Ambrois de Nevâche. Di fatto le trattative furono condotte solo da Francia ed Austria, che raggiunsero facilmente un accordo: la Lombardia, eccetto Mantova (fortezza del quadrilatero), era ceduta alla Francia e il Piemonte poteva solo accettare o rifiutare il "dono" del retro-passaggio di tale regione.

## La pace e le sue conseguenze
L'intera costruzione della pace di Zurigo venne in breve tempo travolta: La Confederazione con a capo il papa, attuazione questa dei principi di Vincenzo Gioberti, non si attuò: i sovrani spodestati non tornarono nei loro stati. L'indirizzo dell'unità d'Italia avvenne in senso decisamente monarchico ed unitario, facendo tramontare le idee federaliste. Pertanto l'attenzione a un esercito federale rimase solo teorica. Napoleone III gradiva invece una tale situazione, che gli permetteva di esercitare una notevole influenza sui destini italiani.
Le uniche parti attuate della pace di Zurigo furono quelle relative alla Lombardia, già annessa di fatto al Piemonte dopo l'armistizio di Villafranca. L'obiettivo dei negoziatori piemontesi di ottenere Mantova e Peschiera non fu raggiunto, lasciando perciò le formidabili fortificazioni del "Quadrilatero" in mano austriaca, ciò che costituì un grande svantaggio militare per la successiva Terza Guerra d'indipendenza (1866).
La pace tratta minuziosamente le sorti del debito pubblico, amministrato dal Monte Lombardo-Veneto, scendendo a risolvere persino questioni ereditate dal Monte Napoleone per i debiti originati dal passato regime napoleonico. Anche in questo i desiderata piemontesi non trovarono accoglienza.
La minuziosità delle norme relative alle concessioni ferroviarie dipese dalla grande attenzione che gli investitori internazionali attribuivano alla costruzione delle linee ferrate.

## I «compensi» alla Francia
Dopo gli accordi di Plombières, l'Alleanza sardo-francese aveva stabilito un compenso alla Francia in cambio del suo intervento: Nizza e la Savoia. L'obiettivo di cacciare l'Austria dal Veneto non era stato raggiunto e pertanto a Zurigo non ci fu nessun accenno alla questione.

## Avvenimenti successivi
La pace di Zurigo, non attuata nella parte che riguardava la geopolitica italiana, fu superata anche a livello della diplomazia internazionale. Il 24 marzo 1860, infatti, Camillo Cavour sottoscrisse la cessione della Savoia e della città di Nizza alla Francia, a seguito dell'annessione di Emilia, Romagna e Toscana al Regno di Sardegna.
Infatti, l'11-12 marzo 1860 erano stati celebrati i plebisciti di annessione delle ex Legazioni pontificie e della Toscana al Regno di Sardegna.